# Edmodo

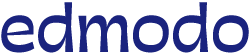
Logo da Edmodo

Edmodo foi uma rede de aprendizagem social para professores, alunos e pais e foi desenvolvida em 2008 na Califórnia (EUA).
No dia 22 de Setembro de 2022, ela foi encerrada.

## Design
A interface do Edmodo é semelhante à do Facebook. Com o Edmodo, os professores podem supervisionar tanto as aulas escolares como os trabalhos de casa dos alunos. Os alunos podem enviar os seus trabalhos de casa e mostrá-los à sua turma ou seminário. A transferência é rápida e funciona sem papel.
Os professores eliminam a afixação cruzada criando subgrupos em uma classe. Após a corrida estar completa, Ensinar o curso e criar uma nova tarefa para o próximo curso.

## Grupos
Os grupos são para um aluno nas aulas de Edmodo. Quando um professor envia uma mensagem para o grupo, ela é exibida na janela de notificação.
Os professores e os alunos envolvidos também podem enviar mensagens directas uns aos outros. Duas novas características consistem em testes de perguntas abertas ou de múltipla escolha e caracteres que um professor pode atribuir a um Aluno.

## História
Edmodo foi inventado por Nicolas Borg e Jeff O'Hara, que são tecnólogos em várias escolas na área de Chicago, como um meio seguro de microblogging para estudantes e professores. Em 2010, Edmodo lançou as comunidades "assunto" e "editor" como uma biblioteca de mídia digital, um centro de ajuda e como contas de pais para comunicação com professores, pais e alunos. Já em 2020, devido à pandemia de COVID-19, esta e outras plataformas ajudaram a que as crianças de todo o mundo pudessem aprender.